# John Hay de Cromlix
John Hay de Cromlix (1691-1740) est un noble jacobite, titré duc d'Inverness et un courtisan et officier de l'armée du Jacques François Stuart (connu sous le nom de « vieux prétendant »). Il est du clan Hay.

## Biographie
Il est le fils de Thomas Hay, septième comte de Kinnoull (c.1660-1719) et Elizabeth (1669-1696). Il est leur troisième fils, son frère, George (d. 1758), succédant à leur père. La famille sympathise avec les rois Stuart, mais estime toujours qu'être protestant, servir la reine Anne et soutenir l'administration Harley ne nuit pas à cette sympathie et à cette loyauté.
Le grand-père maternel de John, William Drummond, premier vicomte de Strathallan, lègue à Thomas un domaine à Cromlix, dans le Perthshire. Thomas achète une commission à la tête d'une compagnie de gardes à pied en 1714 et épouse un an plus tard Marjorie Murray (décédée en 1765 ou après), fille de David Murray, cinquième vicomte Stormont et sœur du comte de Mansfield et du jacobite James Murray, "Comte de Dunbar". Le 5 octobre 1718, John Hay est créé par Jacques François Stuart (le « vieux prétendant ») comte d'Inverness, vicomte d'Innerpaphrie et Lord Cromlix et Erne dans la pairie écossaise jacobite. Le vieux prétendant le nomme secrétaire d'État en 1725, et en même temps sa femme et son beau-frère gouvernante et tutrice des enfants royaux. Ainsi John Hay et John Murray sont connus comme les « favoris du roi ».
Cependant, en 1725, l'une des raisons invoquées par l'épouse de James Stuart Marie-Clémentine Sobieska, pour se retirer dans un couvent sont les mauvais traitements infligés par Lord et Lady Inverness, et une autre est que Murray lui a été imposé en tant que gouverneur de ses enfants malgré son statut de protestant. Ces plaintes peuvent cependant avoir été quelque peu influencées par l'ancienne gouvernante des enfants, Mme Sheldon, belle-sœur de John Erskine (6e comte de Mar). L'échec de la rébellion de Mar en 1715 et d'autres intrigues l'ont finalement amené à être remplacé par John Hay en tant qu'intermédiaire de James Stuart entre les Jacobites en exil et ceux qui sont encore en Grande-Bretagne, et Mar a juré de se venger de Hay pour cette perte de faveur royale. Cependant, la correspondance d'autres jacobites suggère que certains mauvais traitements infligés à Clémentine par les Hays ont eu lieu, bien que la suggestion que Lady Inverness et James Stuart aient eu une liaison, avec Lord Inverness fermant les yeux, est moins susceptible d'être un fait que simplement une rumeur lancée par Mar et le gouvernement anglais. Quelles que soient les raisons de la retraite de Clementina, cependant, cela commence à aliéner les partisans de James Stuart en Grande-Bretagne ainsi que les principaux contributeurs à sa pension, le pape Benoît XIII et le roi d'Espagne, et il accepte donc à contrecœur la démission de Hay en tant que secrétaire d'État en 1727. Clémentine quitte le couvent mais menace de revenir à tout moment si son mari ou sa cour sortent des rangs. James élève Hay, en avril 1727, au duché titulaire d'Inverness et le créé en outre baron Hay dans la pairie jacobite d'Angleterre.
Hay quitte son engagement politique actif pour se retirer dans la colonie jacobite d'Avignon, en France, en 1738, date à laquelle James Murray se retire également plus tard.